# Musculus tensor tympani
De musculus tensor tympani, musculus salpingomalleus, spanner van het trommelvlies of trommelvliesspanner is een van de twee spieren van de trommelholte (middenoor).
De musculus tensor tympani ontspringt op de benige tubawand en op de benige wand van het gehoorkanaal. De pees buigt af bij de processus cochleariformis en hecht aan op het einde van de hamersteel.
Deze spier wordt geïnnerveerd door de nervus tensor tympani, een zijtak van de nervus mandibularis.
De musculus tensor tympani trekt het trommelvlies naar binnen en fixeert hiermee de keten, waardoor trillingen minder efficiënt (minder sterk / vervormd) worden doorgegeven. De functie van deze reflex is bij de mens niet geheel duidelijk, maar deze spier lijkt in ieder geval een rol te spelen bij het reduceren van bepaalde geluiden zoals van het kauwen van voedsel.
Een overbelasting van de musculus tensor tympani kan leiden tot hyperacusis (een overgevoeligheid aan geluid), tonisch tensor tympani syndroom en tinnitus (oorsuizen) na een plotse blootstelling aan een onverwacht luid lawaai (zie akoestische schok). Bij het tonisch tensor tympani syndroom is de reflexdrempel van de musculus tensor tympani verminderd, wat symptomen zoals druk en pijn in en rond het oor kan veroorzaken.